# بانتی و بابلی ۲
بانتی و بابلی ۲ (به انگلیسی: Bunty Aur Babli 2) یک فیلم سینمایی هندی در ژانر بزه و کمدی تهیه شده توسط آدیتیا چوپرا. کارگردانی این فیلم توسط واروبن شرما انجام شده‌است و به عنوان دنباله معنوی فیلم بانتی و بابلی (۲۰۰۵) است. بازیگران اصلی این فیلم سیف علی خان و رانی موکرجی می‌باشند.
فیلمبرداری این فیلم در ۱۷ دسامبر ۲۰۱۹ آغاز شد. در سال ۲۰۲۰ اکران خواهد شد.

## بازیگران
- سیف علی خان
- رانی موکرجی
- سیددانت چاتورودی
- شراری واغ
- یاشپال شارما[۵]